# Postamt Christkindl

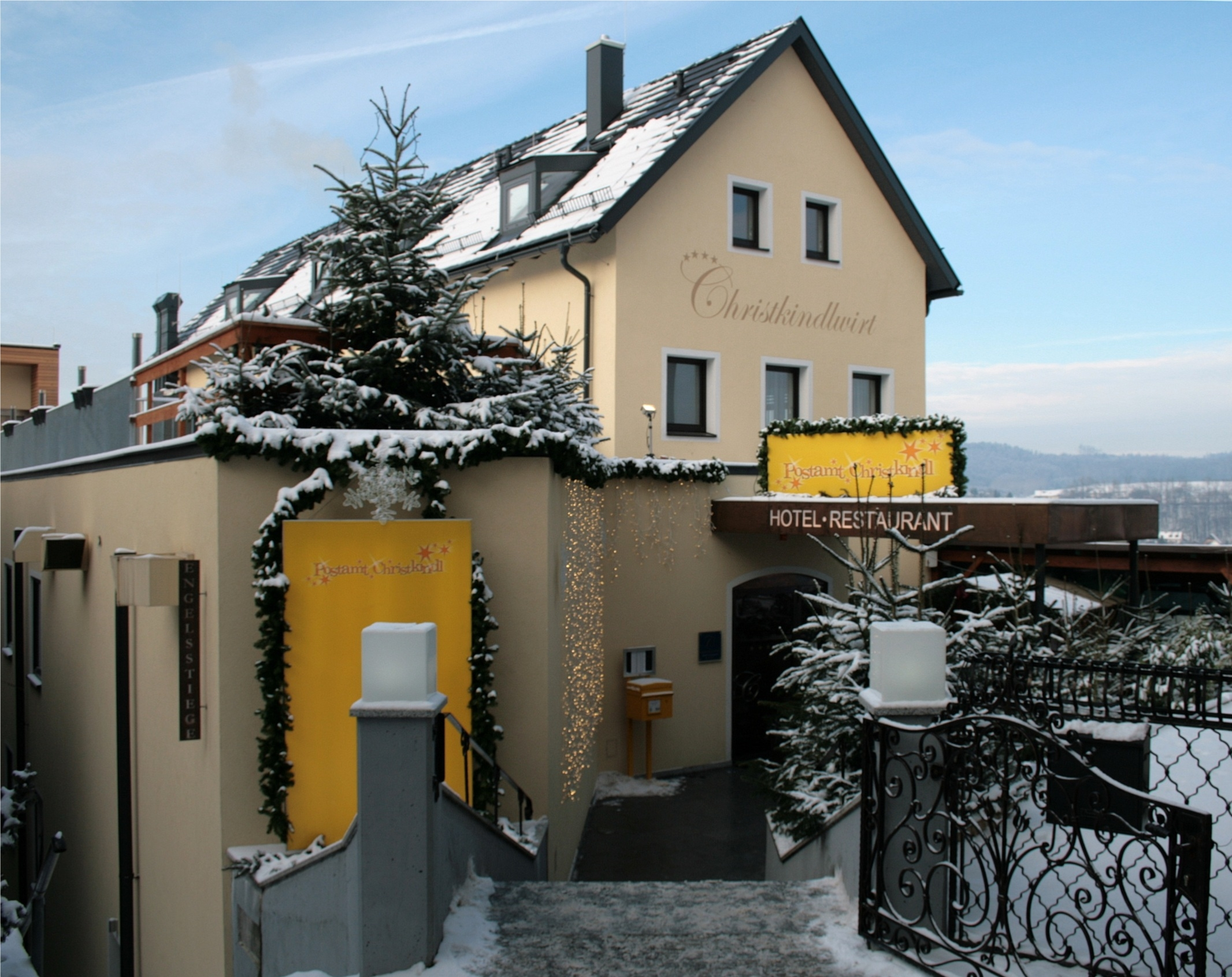
Sonderpostamt im Hotel Christkindlwirt

Das Postamt „4411 Christkindl“ ist ein Weihnachtspostamt im Steyrer Stadtteil Christkindl. Es ist jährlich ab Freitag vor dem ersten Adventsonntag bis zum 6. Jänner geöffnet und versieht die Briefsendungen, die darüber verschickt werden, mit einem Sonderstempel.
Das Postamt befindet sich in der Nähe der Wallfahrtskirche „zum gnadenreichen Christkindl“ in Unterhimmel bei Steyr (Oberösterreich).

## Geschichte

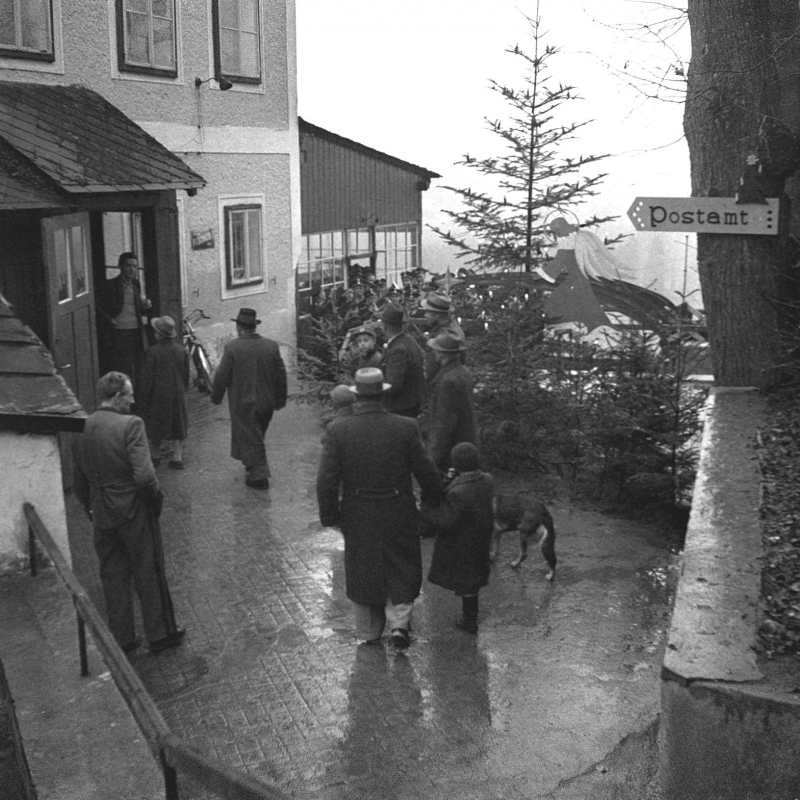
Der Platz vor dem Postamt im Dezember 1953

Die Idee, ein eigenes Postamt einzurichten, hatte 1946 ein Angehöriger der US-Besatzungsarmee.
Die Österreichische Post richtete erstmals 1950 im Pfarrhof in Unterhimmel bei Steyr ein Sonderpostamt ein, damals mit nur einer stundenweise beschäftigten Person. Im ersten Jahr bearbeitete das Postamt „4411 Christkindl“ rund 42.000 abgestempelte Sendungen, 1965/66 waren es schon über eine Million. Im ersten Betriebsjahr durften nur inländische Sendungen bearbeitet werden, diese erhielten einen grünen Sonderstempel, der heute Seltenheitswert besitzt. Bereits 1951 übersiedelte es in den Gasthof zur schönen Aussicht am Felsvorsprung nahe der Wallfahrtskirche (heute: Christkindlwirt). Seit damals bearbeitet das Sonderpostamt auch ausländische Sendungen.
Seit 1965 gibt es zusätzlich zum Weihnachtsstempel auch einen Dreikönigsstempel, der vom 26. Dezember bis zum 6. Jänner verwendet wird.

## Anschrift und Betrieb

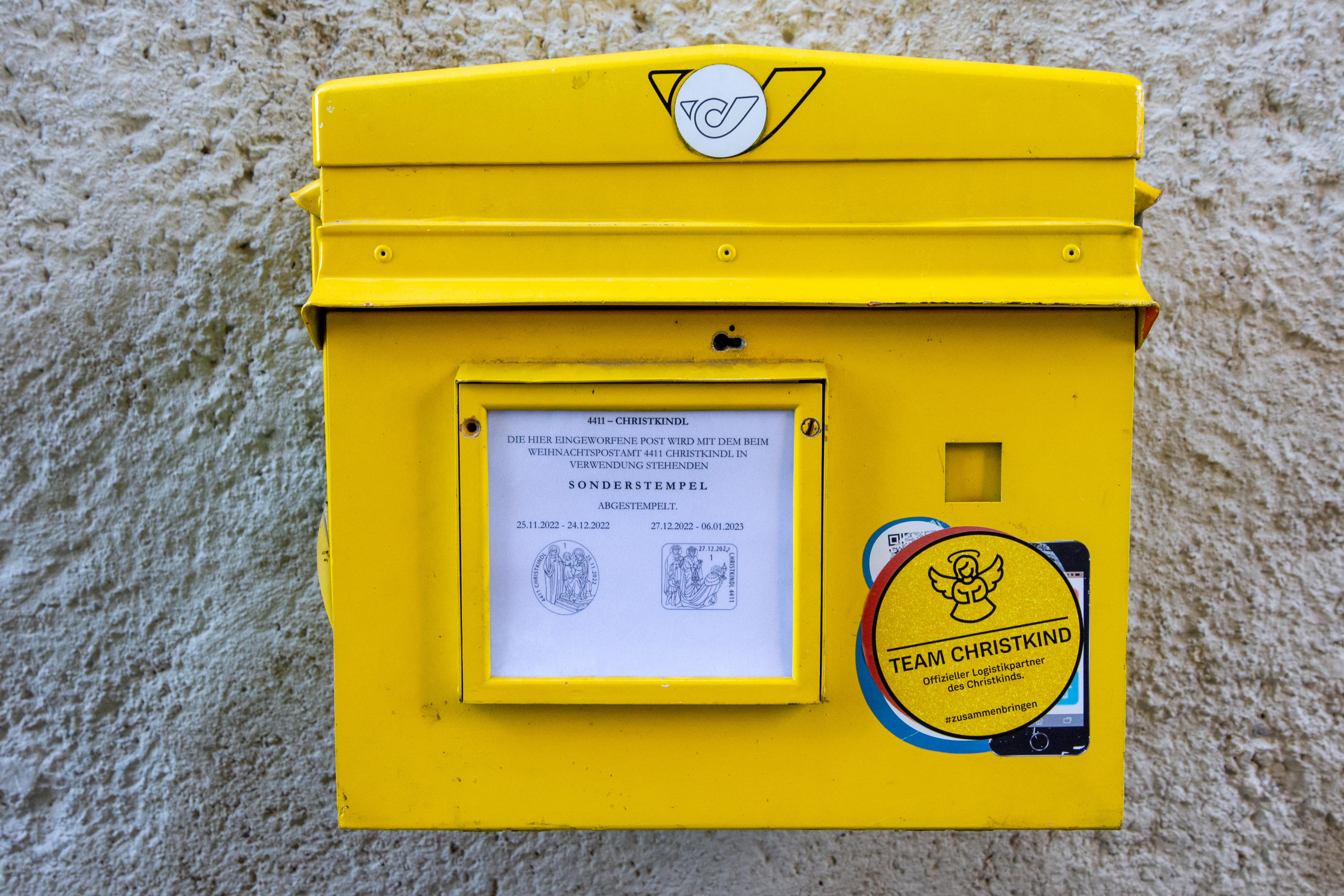
Postkasten beim Pfarrhof. Die hier eingeworfene Post wird mit dem jeweiligen Sonderstempel abgestempelt.

Dabei werden folgende Zustellformen verwendet:
- Man kann Postsendungen direkt im Postamt aufgeben. Diese erhalten wie andere Postsendungen den Poststempel des Aufgabepostamts, hierbei einen Handstempel.
- Man kann Sendungen zur Abstempelung in Christkindl in jedem beliebigen österreichischen Postamt abgeben. Sie werden mit einer Zusatzmarke „Über Postamt Christkindl“ (Leitzettel) gesammelt in Kuvert oder Paket gesendet, erhalten einzeln einen Maschinenstempel und werden an die eigentliche Zustelladresse weitergeleitet

Zusätzlich legt die Post auch spezielle Weihnachtsmarken auf. Eine ähnliche Zustellung ist auch über die Postkarten-App der Post AG möglich. Bei Sendung aus dem Ausland erfolgt eine Weiterleitung via internationalem Antwortschein.
Daneben ist es möglich, Briefe direkt an die Adresse Christkindl zu schicken. Das machen viele Kinder für ihre Weihnachtswünsche. Diese Briefe werden – wenn eine Briefmarke oder ein Internationaler Antwortschein beiliegt – beantwortet. Die Christkindlbriefe an Kinder werden nur mit einem Maschinenstempel versehen.
Die Adresse des österreichischen Weihnachtspostamtes lautet:
Postamt Christkindl
Christkindlweg 6
A-4411 Christkindl

### Statistik
2009 wurden 1.970.000 Abstempelungen vorgenommen, davon 1.415.000 Handabstempelungen, 65.000 Maschinenabstempelungen und 490.000 Gefälligkeitsabstempelungen. Es wurden 3.426 inländische und 3.857 ausländische Kinderbriefe beantwortet.